# イトクズモ
イトクズモ（学名: Zannichellia palustris）は、単子葉植物ヒルムシロ科イトクズモ属に分類される沈水性の水草である。従来はイトクズモ科とされていたが、分子系統解析の結果を考慮し現在ではヒルムシロ科に入れられている。別名、ミカズキイトモ。

## 特徴
狭細葉を水中に展開する。

## 分布
池や用水路でまれにみられる。
日本では北海道から琉球列島まで、国外では南北両半球の冷温帯（東アジア、北米、欧州、オセアニアなど）に分布する。

## 近縁種
イトクズモ属植物はすべて水草で、欧州では6種が報告されている。